# 2008-as nyári átigazolások az angol labdarúgásban
Ebben a listában szerepelnek a 2008 nyarán megkötött átigazolások az angol labdarúgásban. A listában csak a Premier League-ben, illetve a Championship-ben szereplő csapatok átigazolásai vannak feltüntetve.
A nyári átigazolási időszak  2008. július 1-jén kezdődött, és 2008. augusztus 31-én ért véget. Ennek ellenére, mivel augusztus 31 vasárnapi napra esett 2008-ban, az időszakot 24 órával meghosszabbították 2008. szeptember 1. éjfélig. A klub nélküli játékosok bármikor csatlakozhatnak egy csapathoz, függetlenül az átigazolási időszakoktól. A Premier League-nél alacsonyabb osztályú klubok bármikor igazolhatnak játékost kölcsönben. Ha szükséges, a klubok kapust is bármikor igazolhatnak.

## Átigazolások listája
| Dátum               | Név                         | Korábbi klub                     | Új klub                                    | Ár                 |
| ------------------- | --------------------------- | -------------------------------- | ------------------------------------------ | ------------------ |
| 2008. február 4.    | Paulo Monteiro              | –                                | Charlton Athletic                          | Ingyen             |
| 2008. február 4.    | Romone Rose                 | Queens Park Rangers              | AFC Wimbledon                              | Tapasztalatszerzés |
| 2008. február 5.    | Benjani                     | Portsmouth                       | Manchester City                            | 3,87 millió font   |
| 2008. február 5.    | Jermain Defoe               | Tottenham Hotspur                | Portsmouth                                 | Nem közzétett      |
| 2008. február 7.    | Sam Filler                  | Bradford City                    | Middlesbrough                              | Nem közzétett      |
| 2008. február 7.    | Matt Pickens                | –                                | Queens Park Rangers                        | Ingyen             |
| 2008. február 7.    | Grzegorz Szamotulski        | –                                | Preston North End                          | Ingyen             |
| 2008. február 8.    | Adam Bolder                 | Queens Park Rangers              | Sheffield Wednesday                        | Kölcsön            |
| 2008. február 8.    | Liam Bridcutt               | Chelsea                          | Yeovil Town                                | Kölcsön            |
| 2008. február 8.    | David Cotterill             | Wigan Athletic                   | Sheffield United                           | Kölcsön            |
| 2008. február 8.    | Bryan Hodge                 | Blackburn Rovers                 | Darlington                                 | Kölcsön            |
| 2008. február 8.    | Will Hoskins                | Watford                          | Nottingham Forest                          | Kölcsön            |
| 2008. február 8.    | Sherjill MacDonald          | West Bromwich Albion             | Hereford United                            | Kölcsön            |
| 2008. február 8.    | Anthony Pulis               | Stoke City                       | Bristol Rovers                             | Kölcsön            |
| 2008. február 8.    | Adam Rooney                 | Stoke City                       | Bury                                       | Kölcsön            |
| 2008. február 11.   | Dean Bowditch               | Ipswich Town                     | Brighton and Hove Albion                   | Kölcsön            |
| 2008. február 11.   | Robert Milsom               | Fulham                           | Brentford                                  | Kölcsön            |
| 2008. február 12.   | Scott Flinders              | Crystal Palace                   | Yeovil Town                                | Kölcsön            |
| 2008. február 12.   | Miguel Mostto               | Barnsley                         | Coronel Bolognesi                          | Kölcsön            |
| 2008. február 12.   | Gary Roberts                | Ipswich Town                     | Crewe Alexandra                            | Kölcsön            |
| 2008. február 13.   | Tom Craddock                | Middlesbrough                    | Hartlepool United                          | Kölcsön            |
| 2008. február 14.   | Luke Steele                 | West Bromwich Albion             | Barnsley                                   | Kölcsön            |
| 2008. február 14.   | Joe Widdowson               | West Ham United                  | Rotherham United                           | Kölcsön            |
| 2008. február 15.   | Josh Dutton-Black           | Southampton                      | Crawley Town                               | Kölcsön            |
| 2008. február 15.   | James Walker                | Charlton Athletic                | Southend United                            | Kölcsön            |
| 2008. február 18.   | Kenny Lunt                  | Sheffield Wednesday              | Crewe Alexandra                            | Kölcsön            |
| 2008. február 19.   | Russell Anderson            | Sunderland                       | Plymouth Argyle                            | Kölcsön            |
| 2008. február 19.   | Kenny Keys                  | Stoke City                       | Leek Town                                  | Tapasztalatszerzés |
| 2008. február 19.   | Dean McCormick              | Stoke City                       | Leek Town                                  | Tapasztalatszerzés |
| 2008. február 19.   | Gary Teale                  | Derby County                     | Plymouth Argyle                            | Kölcsön            |
| 2008. február 19.   | Juan Velasco Damas          | –                                | Norwich City                               | Ingyen             |
| 2008. február 19.   | Jack Watson                 | Stoke City                       | Leek Town                                  | Tapasztalatszerzés |
| 2008. február 21.   | David Dowson                | Sunderland                       | Chesterfield                               | Kölcsön            |
| 2008. február 21.   | Peter Hartley               | Sunderland                       | Chesterfield                               | Kölcsön            |
| 2008. február 21.   | Chris McGrail               | Preston North End                | Vauxhall Motors                            | Kölcsön            |
| 2008. február 21.   | Ben Sahar                   | Chelsea                          | Sheffield Wednesday                        | Kölcsön            |
| 2008. február 22.   | Andrew Howell               | Queens Park Rangers              | Wealdstone                                 | Kölcsön            |
| 2008. február 22.   | Shaleum Logan               | Manchester City                  | Stockport County                           | Kölcsön            |
| 2008. február 22.   | Luke Moore                  | Aston Villa                      | West Bromwich Albion                       | Kölcsön            |
| 2008. február 22.   | Ian Pearce                  | Fulham                           | Southampton                                | Kölcsön            |
| 2008. február 22.   | John Ruddy                  | Everton                          | Stockport County                           | Kölcsön            |
| 2008. február 22.   | Tommy Smith                 | Ipswich Town                     | Stevenage Borough                          | Kölcsön            |
| 2008. február 25.   | Wayne Brown                 | Fulham                           | Brentford                                  | Kölcsön            |
| 2008. február 25.   | Paulo Monteiro              | Charlton Athletic                | Accrington Stanley                         | Kölcsön            |
| 2008. február 26.   | Mikkel Andersen             | Reading                          | Torquay United                             | Kölcsön            |
| 2008. február 26.   | Jordan Robertson            | Sheffield United                 | Oldham Athletic                            | Kölcsön            |
| 2008. február 27.   | Alex Morfaw                 | Scunthorpe United                | Lincoln City                               | Kölcsön            |
| 2008. február 27.   | Moses Swaibu                | Crystal Palace                   | Weymouth                                   | Kölcsön            |
| 2008. február 28.   | Lee Hendrie                 | Sheffield United                 | Leicester City                             | Kölcsön            |
| 2008. február 28.   | Stephen O’Halloran          | Aston Villa                      | Leeds United                               | Kölcsön            |
| 2008. február 28.   | Scott Sinclair              | Chelsea                          | Charlton Athletic                          | Kölcsön            |
| 2008. február 29.   | Neil Clement                | West Bromwich Albion             | Hull City                                  | Kölcsön            |
| 2008. február 29.   | Stephen Henderson           | Bristol City                     | Weymouth                                   | Kölcsön            |
| 2008. február 29.   | Michael Johnson             | Derby County                     | Notts County                               | Kölcsön            |
| 2008. február 29.   | Javier Mascherano           | Media Sports Investments         | Liverpool                                  | Undisclosed        |
| 2008. február 29.   | Izale McLeod                | Charlton Athletic                | Colchester United                          | Kölcsön            |
| 2008. február 29.   | Chris Riggott               | Middlesbrough                    | Stoke City                                 | Kölcsön            |
| 2008. február 29.   | Dorian Smith                | Tooting & Mitcham United         | Charlton Athletic                          | Nem közzétett      |
| 2008. március 3.    | Dave McClements             | Sheffield Wednesday              | Buxton                                     | Kölcsön            |
| 2008. március 4.    | Craig Beattie               | West Bromwich Albion             | Preston North End                          | Kölcsön            |
| 2008. március 4.    | Kelvin Etuhu                | Manchester City                  | Leicester City                             | Kölcsön            |
| 2008. március 4.    | Carlo Nash                  | Wigan Athletic                   | Stoke City                                 | Kölcsön            |
| 2008. március 4.    | Curtis Weston               | Leeds United                     | Scunthorpe United                          | Kölcsön            |
| 2008. március 5.    | Leroy Lita                  | Reading                          | Charlton Athletic                          | Kölcsön            |
| 2008. március 6.    | Daniel Jones                | Wolverhampton Wanderers          | Northampton Town                           | Kölcsön            |
| 2008. március 6.    | Harry Worley                | Chelsea                          | Leicester City                             | Kölcsön            |
| 2008. március 7.    | Jamie Annerson              | Sheffield United                 | Chesterfield                               | Kölcsön            |
| 2008. március 7.    | Joe Anyinsah                | Preston North End                | Crewe Alexandra                            | Kölcsön            |
| 2008. március 7.    | Alan Bennett                | Reading                          | Brentford                                  | Kölcsön            |
| 2008. március 7.    | David Forde                 | Cardiff City                     | Bournemouth                                | Kölcsön            |
| 2008. március 7.    | Russell Hoult               | Stoke City                       | Notts County                               | Kölcsön            |
| 2008. március 7.    | Brett Ormerod               | Preston North End                | Nottingham Forest                          | Kölcsön            |
| 2008. március 7.    | Franck Songo'o              | Portsmouth                       | Sheffield Wednesday                        | Kölcsön            |
| 2008. március 11.   | Jean-François Christophe    | Portsmouth                       | Yeovil Town                                | Kölcsön            |
| 2008. március 12.   | Andreas Granqvist           | Wigan Athletic                   | Helsingborg                                | Kölcsön            |
| 2008. március 13.   | Kasper Schmeichel           | Manchester City                  | Coventry City                              | Kölcsön            |
| 2008. március 14.   | Jay Bothroyd                | Wolverhampton Wanderers          | Stoke City                                 | Kölcsön            |
| 2008. március 14.   | Matt Heath                  | Leeds United                     | Colchester United                          | Kölcsön            |
| 2008. március 14.   | Shefki Kuqi                 | Crystal Palace                   | Ipswich Town                               | Kölcsön            |
| 2008. március 14.   | Jordan Parkes               | Watford                          | Barnet                                     | Kölcsön            |
| 2008. március 18.   | Johann Vogel                | –                                | Blackburn Rovers                           | Ingyen             |
| 2008. március 19.   | Maceo Rigters               | Blackburn Rovers                 | Norwich City                               | Kölcsön            |
| 2008. március 20.   | Grant Holt                  | Nottingham Forest                | Blackpool                                  | Kölcsön            |
| 2008. március 20.   | Jem Karacan                 | Reading                          | Millwall                                   | Kölcsön            |
| 2008. március 20.   | Therry Racon                | Charlton Athletic                | Brighton & Hove Albion                     | Kölcsön            |
| 2008. március 20.   | Luke Steele                 | West Bromwich Albion             | Barnsley                                   | Kölcsön            |
| 2008. március 20.   | Richard Wright              | West Ham United                  | Southampton                                | Kölcsön            |
| 2008. március 21.   | Kevin Horlock               | Scunthorpe United                | Mansfield Town                             | Kölcsön            |
| 2008. március 21.   | Danny Simpson               | Manchester United                | Ipswich Town                               | Kölcsön            |
| 2008. március 25.   | Dimitriosz Konsztantopulosz | Coventry City                    | Nottingham Forest                          | Kölcsön            |
| 2008. március 27.   | Shola Ameobi                | Newcastle United                 | Stoke City                                 | Kölcsön            |
| 2008. március 27.   | Nathan Ashton               | Fulham                           | Crystal Palace                             | Kölcsön            |
| 2008. március 27.   | Michael Barnes              | Manchester United                | Shrewsbury Town                            | Kölcsön            |
| 2008. március 27.   | Asmir Begović               | Portsmouth                       | Yeovil Town                                | Kölcsön            |
| 2008. március 27.   | David Bell                  | Luton Town                       | Leicester City                             | Kölcsön            |
| 2008. március 27.   | Aaron Brown                 | Reading                          | Walsall                                    | Kölcsön            |
| 2008. március 27.   | David Button                | Tottenham Hotspur                | Rochdale                                   | Kölcsön            |
| 2008. március 27.   | Tony Craig                  | Crystal Palace                   | Millwall                                   | Kölcsön            |
| 2008. március 27.   | Aidan Downes                | Everton                          | Yeovil Town                                | Kölcsön            |
| 2008. március 27.   | David Forde                 | Cardiff City                     | Bournemouth                                | Kölcsön            |
| 2008. március 27.   | Stephen Gleeson             | Wolverhampton Wanderers          | Stockport County                           | Kölcsön            |
| 2008. március 27.   | Ryan Hall                   | Crystal Palace                   | Crawley Town                               | Kölcsön            |
| 2008. március 27.   | Mitch Hanson                | Derby County                     | Port Vale                                  | Kölcsön            |
| 2008. március 27.   | Colin Hawkins               | Coventry City                    | Chesterfield                               | Kölcsön            |
| 2008. március 27.   | Zavon Hines                 | West Ham United                  | Coventry City                              | Kölcsön            |
| 2008. március 27.   | Jeff Hughes                 | Crystal Palace                   | Bristol Rovers                             | Kölcsön            |
| 2008. március 27.   | Steve Jones                 | Burnley                          | Crewe Alexandra                            | Kölcsön            |
| 2008. március 27.   | Jason Kennedy               | Middlesbrough                    | Doncaster Rovers                           | Kölcsön            |
| 2008. március 27.   | Leroy Lita                  | Reading                          | Charlton Athletic                          | Kölcsön            |
| 2008. március 27.   | Chris Lucketti              | Sheffield United                 | Southampton                                | Kölcsön            |
| 2008. március 27.   | Joe Martin                  | Tottenham Hotspur                | Blackpool                                  | Kölcsön            |
| 2008. március 27.   | Lewis Montrose              | Wigan Athletic                   | Rochdale                                   | Kölcsön            |
| 2008. március 27.   | Jake Moult                  | Plymouth Argyle                  | Kidderminster Harriers                     | Kölcsön            |
| 2008. március 27.   | Graeme Owens                | Middlesbrough                    | Chesterfield                               | Kölcsön            |
| 2008. március 27.   | Richard O'Donnell           | Sheffield Wednesday              | Oldham Athletic                            | Kölcsön            |
| 2008. március 27.   | Stephen Pearson             | Derby County                     | Stoke City                                 | Kölcsön            |
| 2008. március 27.   | Chris Perry                 | Luton Town                       | Southampton                                | Kölcsön            |
| 2008. március 27.   | Kyel Reid                   | West Ham United                  | Crystal Palace                             | Kölcsön            |
| 2008. március 27.   | Paul Reid                   | Barnsley                         | Carlisle United                            | Kölcsön            |
| 2008. március 27.   | Martin Riley                | Wolverhampton Wanderers          | Shrewsbury Town                            | Kölcsön            |
| 2008. március 27.   | Donovan Simmonds            | Coventry City                    | Gillingham                                 | Kölcsön            |
| 2008. március 27.   | Scott Sinclair              | Chelsea                          | Crystal Palace                             | Kölcsön            |
| 2008. március 27.   | Bartosz Ślusarski           | West Bromwich Albion             | Sheffield Wednesday                        | Kölcsön            |
| 2008. április 2.    | Laurent Robert              | Derby County                     | Major League Soccer (Toronto)              | Ingyen             |
| 2008. április 15.   | Mikkel Andersen             | Reading                          | Rushden & Diamonds                         | Kölcsön            |
| 2008. április 17.   | Ruben Zadkovich             | –                                | Derby County                               | Ingyen             |
| 2008. április 22.   | Steven Pienaar              | Borussia Dortmund                | Everton                                    | 2,05 millió font   |
| 2008. április 29.1  | Luka Modrić                 | Dinamo Zagreb                    | Tottenham Hotspur                          | 16,5 millió font   |
| 2008. május 5.1     | Mathieu Flamini             | Arsenal                          | Milan                                      | Ingyen             |
| 2008. május 6.1     | Michael Johnson             | Derby County                     | Notts County                               | Ingyen             |
| 2008. május 6.1     | Chris Smalling              | Maidstone United                 | Middlesbrough                              | Ingyen             |
| 2008. május 8.      | Harry Worley                | Chelsea                          | Leicester City                             | Ingyen             |
| 2008. május 12.1    | José Bosingwa               | Porto                            | Chelsea                                    | 16,2 millió font   |
| 2008. május 13.     | Radek Černý                 | Slavia Prague                    | Queens Park Rangers                        | Ingyen             |
| 2008. május 13.     | Matt Heath                  | Leeds United                     | Colchester United                          | Ingyen             |
| 2008. május 13.1    | Peter Ramage                | Newcastle United                 | Queens Park Rangers                        | Ingyen             |
| 2008. május 15.     | Paul Connolly               | Plymouth Argyle                  | Derby County                               | Ingyen             |
| 2008. május 19.     | Marcus Bean                 | Blackpool                        | Brentford                                  | Ingyen             |
| 2008. május 21.     | Francis Coquelin            | Stade Lavallois                  | Arsenal                                    | Ingyen             |
| 2008. május 21.1    | Ashley Grimes               | Manchester City                  | Millwall                                   | Nem közzétett      |
| 2008. május 21.     | Kieran Lee                  | Manchester United                | Oldham Athletic                            | Ingyen             |
| 2008. május 21.     | Luke Steele                 | West Bromwich Albion             | Barnsley                                   | Ingyen             |
| 2008. május 22.1    | Mark Schwarzer              | Middlesbrough                    | Fulham                                     | Ingyen             |
| 2008. május 22.     | Ashley Williams             | Stockport County                 | Swansea City                               | Nem közzétett      |
| 2008. május 23.     | Tom Heaton                  | Manchester United                | Cardiff City                               | Kölcsön            |
| 2008. május 23.     | Mark Hudson                 | Crystal Palace                   | Charlton Athletic                          | Ingyen             |
| 2008. május 23.     | Sam Vokes                   | Bournemouth                      | Wolverhampton Wanderers                    | Nem közzétett      |
| 2008. május 25.     | Adam Bygrave                | Reading                          | Weymouth                                   | Ingyen             |
| 2008. május 27.1    | Keigan Parker               | Blackpool                        | Huddersfield Town                          | Ingyen             |
| 2008. május 27.     | Gerard Piqué                | Manchester United                | Barcelona                                  | Undisclosed        |
| 2008. május 27.1    | Garry Thompson              | Morecambe                        | Scunthorpe United                          | Ingyen             |
| 2008. május 28.     | Kim Do-Heon                 | Seongnam Ilhwa Chunma            | West Bromwich Albion                       | 550 000 font       |
| 2008. május 28.     | Luke Moore                  | Aston Villa                      | West Bromwich Albion                       | 3 millió font      |
| 2008. május 30.     | Roman Bednář                | Hearts                           | West Bromwich Albion                       | 2,3 millió font    |
| 2008. május 30.     | Robert Earnshaw             | Derby County                     | Nottingham Forest                          | 2,65 millió font   |
| 2008. május 30.     | Nathan Ellington            | Watford                          | Derby County                               | Kölcsön            |
| 2008. május 30.1    | Mikael Forssell             | Birmingham City                  | Hannover 96                                | Ingyen             |
| 2008. május 30.1    | Paul Green                  | Doncaster Rovers                 | Derby County                               | Ingyen             |
| 2008. május 30.     | Jason Kennedy               | Middlesbrough                    | Darlington                                 | Ingyen             |
| 2008. május 30.     | Jordan Stewart              | Watford                          | Derby County                               | Ingyen             |
| 2008. június 2.     | Guillaume Beuzelin          | Hibernian                        | Coventry City                              | Ingyen             |
| 2008. június 2.     | Kris Commons                | Nottingham Forest                | Derby County                               | Ingyen             |
| 2008. június 3.1    | Lee Carsley                 | Everton                          | Birmingham City                            | Ingyen             |
| 2008. június 3.     | Matthew Lockwood            | Nottingham Forest                | Colchester United                          | Nem közzétett      |
| 2008. június 3.     | Kevin McLeod                | Colchester United                | Brighton & Hove Albion                     | Ingyen             |
| 2008. június 3.1    | Jens Lehmann                | Arsenal                          | Stuttgart                                  | Ingyen             |
| 2008. június 4.     | David Stockdale             | Darlington                       | Fulham                                     | Nem közzétett      |
| 2008. június 5.     | Marlon Broomes              | Stoke City                       | Blackpool                                  | Ingyen             |
| 2008. június 5.     | David Forde                 | Cardiff City                     | Millwall                                   | Ingyen             |
| 2008. június 5.     | Alan Power                  | Nottingham Forest                | Hartlepool United                          | Ingyen             |
| 2008. június 6.     | Liam Davis                  | Coventry City                    | Northampton Town                           | Ingyen             |
| 2008. június 6.     | Lee Holmes                  | Derby County                     | Southampton                                | Ingyen             |
| 2008. június 6.     | Jeff Hughes                 | Crystal Palace                   | Bristol Rovers                             | Nem közzétett      |
| 2008. június 6.     | Chris Perry                 | Luton Town                       | Southampton                                | Ingyen             |
| 2008. június 9.     | Kevin Amankwaah             | Swansea City                     | Swindon Town                               | Ingyen             |
| 2008. június 9.     | Adam Legzdins               | Birmingham City                  | Crewe Alexandra                            | Ingyen             |
| 2008. június 10.1   | Giovani dos Santos          | Barcelona                        | Tottenham Hotspur                          | 4,7 millió font    |
| 2008. június 10.    | David Rozehnal              | Newcastle United                 | Lazio                                      | 2,9 millió font    |
| 2008. június 11.    | Gera Zoltán                 | West Bromwich Albion             | Fulham                                     | Ingyen             |
| 2008. június 12.    | Steve Davies                | Tranmere Rovers                  | Derby County                               | Tribunal           |
| 2008. június 12.    | Paddy McCarthy              | Charlton Athletic                | Crystal Palace                             | Nem közzétett      |
| 2008. június 12.    | Andránik Tejmurján          | Bolton Wanderers                 | Fulham                                     | Ingyen             |
| 2008. június 13.    | Aaron Ramsey                | Cardiff City                     | Arsenal                                    | 5 millió font      |
| 2008. június 13.    | Kenny Miller                | Derby County                     | Rangers                                    | 2 millió font      |
| 2008. június 16.    | Pim Balkestein              | SC Heerenveen                    | Ipswich Town                               | Undisclosed        |
| 2008. június 16.    | Stuart Fleetwood            | Forest Green Rovers              | Charlton Athletic                          | Tribunal           |
| 2008. június 16.    | Fabrice Muamba              | Birmingham City                  | Bolton Wanderers                           | 5 millió font      |
| 2008. június 16.    | Lewwis Spence               | Crystal Palace                   | Wycombe Wanderers                          | Ingyen             |
| 2008. június 17.1   | Sammy Clingan               | Nottingham Forest                | Norwich City                               | Ingyen             |
| 2008. június 17.    | Ben Hamer                   | Reading                          | Brentford                                  | Kölcsön            |
| 2008. június 17.    | Leigh Mills                 | Tottenham Hotspur                | Brentford                                  | Kölcsön            |
| 2008. június 17.    | Alex Russell                | Bristol City                     | Cheltenham Town                            | Ingyen             |
| 2008. június 17.    | John Spicer                 | Burnley                          | Doncaster Rovers                           | Ingyen             |
| 2008. június 18.    | Gareth McAuley              | Leicester City                   | Ipswich Town                               | Undisclosed        |
| 2008. június 18.1   | Jason Puncheon              | Barnet                           | Plymouth Argyle                            | 250 000 font       |
| 2008. június 18.    | John Arne Riise             | Liverpool                        | Roma                                       | 4 millió font      |
| 2008. június 18.    | Kieren Westwood             | Carlisle United                  | Coventry City                              | 500 000 font       |
| 2008. június 18.    | Paul Wotton                 | Plymouth Argyle                  | Southampton                                | Ingyen             |
| 2008. június 19.    | Stefan Bailey               | Queens Park Rangers              | Grays Athletic                             | Ingyen             |
| 2008. június 19.    | Kyle Lafferty               | Burnley                          | Rangers                                    | 3 millió font      |
| 2008. június 20.    | Julius Aghahowa             | Wigan Athletic                   | Kayserispor                                | Undisclosed        |
| 2008. június 20.    | Glen Little                 | Reading                          | Portsmouth                                 | Nem közzétett      |
| 2008. június 20.    | Danny Whitaker              | Port Vale                        | Oldham Athletic                            | Ingyen             |
| 2008. június 23.    | Osei Sankofa                | Charlton Athletic                | Southend United                            | Ingyen             |
| 2008. június 24.    | Karl Duguid                 | Colchester United                | Plymouth Argyle                            | Nem közzétett      |
| 2008. június 24.    | Grant Holt                  | Nottingham Forest                | Shrewsbury Town                            | 170 000 font       |
| 2008. június 24.    | Michael Jackson             | Blackpool                        | Shrewsbury Town                            | Ingyen             |
| 2008. június 24.    | Kevin McDonald              | Dundee                           | Burnley                                    | 500 000 font       |
| 2008. június 25.    | Iain Hume                   | Leicester City                   | Barnsley                                   | 1,2 millió font    |
| 2008. június 25.    | Richard Stearman            | Leicester City                   | Wolverhampton Wanderers                    | Nem közzétett      |
| 2008. június 26.    | Paul Anderson               | Liverpool                        | Nottingham Forest                          | Kölcsön            |
| 2008. június 26.    | Matthew Gilks               | Norwich City                     | Blackpool                                  | Nem közzétett      |
| 2008. június 26.    | Heurelho Gomes              | PSV Eindhoven                    | Tottenham Hotspur                          | Nem közzétett      |
| 2008. június 26.    | Wes Hoolahan                | Blackpool                        | Norwich City                               | Nem közzétett      |
| 2008. június 26.    | Christian Kalvenes          | Dundee United                    | Burnley                                    | Ingyen             |
| 2008. június 27.    | Daniel Braaten              | Bolton Wanderers                 | Toulouse                                   | Nem közzétett      |
| 2008. június 27.    | Hugo Roberto Colace         | Newell’s Old Boys                | Barnsley                                   | Undisclosed        |
| 2008. június 27.    | Mounir El Haimour           | Neuchâtel Xamax                  | Barnsley                                   | Undisclosed        |
| 2008. június 27.    | Johan Elmander              | Toulouse                         | Bolton Wanderers                           | Undisclosed        |
| 2008. június 27.    | Mark Gower                  | Southend United                  | Swansea City                               | Ingyen             |
| 2008. június 27.    | David Jones                 | Derby County                     | Wolverhampton Wanderers                    | Undisclosed        |
| 2008. június 27.    | Emmanuel Ledesma            | Genoa                            | Queens Park Rangers                        | Kölcsön            |
| 2008. június 27.    | James O'Connor              | Burnley                          | Sheffield Wednesday                        | Ingyen             |
| 2008. június 27.    | Diego Penny                 | Coronel Bolognesi                | Burnley                                    | Nem közzétett      |
| 2008. június 27.    | Morgan Schneiderlin         | Strasbourg                       | Southampton                                | Nem közzétett      |
| 2008. június 27.    | Gavin Williams              | Ipswich Town                     | Bristol City                               | Nem közzétett      |
| 2008. június 28.    | Federico Bessone            | Espanyol                         | Swansea City                               | Ingyen             |
| 2008. június 28.1   | Darren Dennehy              | Everton                          | Cardiff City                               | Ingyen             |
| 2008. június 28.1   | Ross McCormack              | Motherwell                       | Cardiff City                               | Ingyen             |
| 2008. június 30.    | Deco                        | Barcelona                        | Chelsea                                    | Nem közzétett      |
| 2008. június 30.    | Burton O'Brien              | Sheffield Wednesday              | Falkirk                                    | Ingyen             |
| 2008. július 1.     | Martin Albrechtsen          | West Bromwich Albion             | Derby County                               | Ingyen             |
| 2008. július 1.     | Nick Carle                  | Bristol City                     | Crystal Palace                             | Nem közzétett      |
| 2008. július 1.     | Samuel Di Carmine           | Fiorentina                       | Queens Park Rangers                        | Kölcsön            |
| 2008. július 1.     | Liam Dickinson              | Stockport County                 | Derby County                               | 750 000 font       |
| 2008. július 1.     | Guy Moussi                  | Angers                           | Nottingham Forest                          | Nem közzétett      |
| 2008. július 1.     | Barry Nicholson             | Aberdeen                         | Preston North End                          | Ingyen             |
| 2008. július 1.     | Daniël de Ridder            | Birmingham City                  | Wigan Athletic                             | Ingyen             |
| 2008. július 1.     | Stephen Roberts             | Doncaster Rovers                 | Walsall                                    | Ingyen             |
| 2008. július 1.     | Ben Sahar                   | Chelsea                          | Portsmouth                                 | Kölcsön            |
| 2008. július 1.     | Albert Serrán               | Espanyol                         | Swansea City                               | 80 000 font        |
| 2008. július 2.     | Cedric Baseya               | Southampton                      | Lille                                      | Ingyen             |
| 2008. július 2.     | Garry Breen                 | Manchester City                  | Hereford United                            | Nem közzétett      |
| 2008. július 2.     | Andrew Cave-Brown           | Norwich City                     | Leyton Orient                              | Ingyen             |
| 2008. július 2.     | Craig Fagan                 | Derby County                     | Hull City                                  | 750 000 font       |
| 2008. július 2.     | Jonás Gutiérrez             | Real Mallorca                    | Newcastle United                           | Nem közzétett      |
| 2008. július 2.     | Greg Halford                | Sunderland                       | Sheffield United                           | Kölcsön            |
| 2008. július 2.     | Andreas Isaksson            | Manchester City                  | PSV Eindhoven                              | Nem közzétett      |
| 2008. július 2.     | Jô                          | CSZKA Moszkva                    | Manchester City                            | Nem közzétett      |
| 2008. július 2.     | Jamie Jones                 | Everton                          | Leyton Orient                              | Ingyen             |
| 2008. július 2.     | Anthony Le Tallec           | Liverpool                        | Le Mans                                    | Nem közzétett      |
| 2008. július 2.     | Paul Reid                   | Barnsley                         | Colchester United                          | Ingyen             |
| 2008. július 2.     | Jimmy Smith                 | Chelsea                          | Sheffield Wednesday                        | Kölcsön            |
| 2008. július 2.     | Sun Jihai                   | Manchester City                  | Sheffield United                           | Ingyen             |
| 2008. július 3.     | Nadjim Abdou                | Plymouth Argyle                  | Millwall                                   | Ingyen             |
| 2008. július 3.     | Curtis Davies               | West Bromwich Albion             | Aston Villa                                | Undisclosed        |
| 2008. július 3.     | Philipp Degen               | Borussia Dortmund                | Liverpool                                  | Ingyen             |
| 2008. július 3.     | Darryl Duffy                | Swansea City                     | Bristol Rovers                             | 100 000 font       |
| 2008. július 3.     | Johannes Ertl               | Austria Vienna                   | Crystal Palace                             | Nem közzétett      |
| 2008. július 3.     | Darryl Flahavan             | Southend United                  | Crystal Palace                             | Ingyen             |
| 2008. július 3.     | David Livermore             | Hull City                        | Brighton & Hove Albion                     | Ingyen             |
| 2008. július 3.     | Mark McCammon               | Doncaster Rovers                 | Gillingham                                 | Ingyen             |
| 2008. július 3.     | Darren Moore                | Derby County                     | Barnsley                                   | Ingyen             |
| 2008. július 3.     | Gianni Zuiverloon           | SC Heerenveen                    | West Bromwich Albion                       | 3,2 millió font    |
| 2008. július 4.     | Didier Digard               | Paris Saint-Germain              | Middlesbrough                              | 4 millió font      |
| 2008. július 4.     | Graham Dorrans              | Livingston                       | West Bromwich Albion                       | 100 000 font       |
| 2008. július 4.     | Andrea Dossena              | Udinese                          | Liverpool                                  | Nem közzétett      |
| 2008. július 4.     | Marvin Emnes                | Sparta Rotterdam                 | Middlesbrough                              | 3,2 millió font    |
| 2008. július 4.     | Hólmar Örn Eyjólfsson       | HK                               | West Ham United                            | Nem közzétett      |
| 2008. július 4.     | Toni Kallio                 | Young Boys                       | Fulham                                     | Ingyen             |
| 2008. július 4.     | Joe Martin                  | Tottenham Hotspur                | Blackpool                                  | Nem közzétett      |
| 2008. július 5.     | Ryan Bertrand               | Chelsea                          | Norwich City                               | Kölcsön            |
| 2008. július 5.     | Geovanni                    | Manchester City                  | Hull City                                  | Ingyen             |
| 2008. július 5.     | Harry Kewell                | Liverpool                        | Galatasaray                                | Ingyen             |
| 2008. július 5.     | Chris Lucketti              | Sheffield United                 | Huddersfield Town                          | Ingyen             |
| 2008. július 7.     | Andrew Cole                 | Sunderland                       | Nottingham Forest                          | Ingyen             |
| 2008. július 7.     | Warren Feeney               | Cardiff City                     | Dundee United                              | Kölcsön            |
| 2008. július 7.     | Stuart Fleetwood            | Forest Green Rovers              | Charlton Athletic                          | Nem közzétett      |
| 2008. július 7.     | Tommy Forecast              | Tottenham Hotspur                | Southampton                                | Nem közzétett      |
| 2008. július 7.     | Remco van der Schaaf        | Vitesse Arnhem                   | Burnley                                    | Ingyen             |
| 2008. július 8.     | Junior Agogo                | Nottingham Forest                | El Zamalek                                 | Nem közzétett      |
| 2008. július 8.     | Toumani Diagouraga          | Watford                          | Hereford United                            | Ingyen             |
| 2008. július 8.     | Darren Way                  | Swansea City                     | Yeovil Town                                | Nem közzétett      |
| 2008. július 9.     | Kevin Phillips              | West Bromwich Albion             | Birmingham City                            | Ingyen             |
| 2008. július 9.     | Slobodan Rajković           | Chelsea                          | Twente                                     | Kölcsön            |
| 2008. július 10.    | Kerrea Gilbert              | Arsenal                          | Leicester City                             | Kölcsön            |
| 2008. július 10.    | Mark Kennedy                | Crystal Palace                   | Cardiff City                               | Ingyen             |
| 2008. július 10.    | Stefan Morrison             | West Bromwich Albion             | Swansea City                               | Ingyen             |
| 2008. július 10.    | Steve Sidwell               | Chelsea                          | Aston Villa                                | 5 millió font      |
| 2008. július 10.    | Vincent Weijl               | AZ                               | Liverpool                                  | Nem közzétett      |
| 2008. július 11.    | Diego Cavalieri             | Palmeiras                        | Liverpool                                  | Nem közzétett      |
| 2008. július 11.    | Jake Cole                   | Queens Park Rangers              | Oxford United                              | Kölcsön            |
| 2008. július 11.    | Tony Craig                  | Crystal Palace                   | Millwall                                   | Undisclosed        |
| 2008. július 11.    | Peter Crouch                | Liverpool                        | Portsmouth                                 | 9 millió font      |
| 2008. július 11.    | Freddy Eastwood             | Wolverhampton Wanderers          | Coventry City                              | 1,2 millió font    |
| 2008. július 11.    | Danny Guthrie               | Liverpool                        | Newcastle United                           | Nem közzétett      |
| 2008. július 11.    | Steve Kabba                 | Watford                          | Blackpool                                  | Kölcsön            |
| 2008. július 11.    | Bernard Mendy               | –                                | Hull City                                  | Ingyen             |
| 2008. július 11.    | Samir Nasri                 | Marseille                        | Arsenal                                    | Nem közzétett      |
| 2008. július 11.    | Darren Randolph             | Charlton Athletic                | Hereford United                            | Kölcsön            |
| 2008. július 11.    | Jermaine Wright             | –                                | Blackpool                                  | Ingyen             |
| 2008. július 12.    | Raffaele De Vita            | Blackburn Rovers                 | Livingston                                 | Ingyen             |
| 2008. július 14.    | Darren Huckerby             | Norwich City                     | Major League Soccer (San Jose Earthquakes) | Ingyen             |
| 2008. július 14.    | Chris Iwelumo               | Charlton Athletic                | Wolverhampton Wanderers                    | Undisclosed        |
| 2008. július 15.    | Marek Čech                  | Porto                            | West Bromwich Albion                       | 1,4 millió font    |
| 2008. július 15.    | John Paintsil               | West Ham United                  | Fulham                                     | Nem közzétett      |
| 2008. július 15.    | Jórgosz Szamarász           | Manchester City                  | Celtic                                     | Nem közzétett      |
| 2008. július 15.    | Bobby Zamora                | West Ham United                  | Fulham                                     | Nem közzétett      |
| 2008. július 16.    | Marcus Bent                 | Charlton Athletic                | Birmingham City                            | Nem közzétett      |
| 2008. július 16.    | George Boateng              | Middlesbrough                    | Hull City                                  | Nem közzétett      |
| 2008. július 16.    | Halmosi Péter               | Plymouth Argyle                  | Hull City                                  | Nem közzétett      |
| 2008. július 16.    | Aljakszandr Hleb            | Arsenal                          | Barcelona                                  | 11,8 millió font   |
| 2008. július 16.    | Olivier Kapo                | Birmingham City                  | Wigan Athletic                             | 2,5 millió font    |
| 2008. július 16.    | Tony Warner                 | Fulham                           | Hull City                                  | Ingyen             |
| 2008. július 17.    | Yala Bolasie                | Floriana                         | Plymouth Argyle                            | Nem közzétett      |
| 2008. július 17.    | Gilberto Silva              | Arsenal                          | Panathinaikósz                             | 1 millió font      |
| 2008. július 17.    | Andreas Granqvist           | Wigan Athletic                   | Groningen                                  | Nem közzétett      |
| 2008. július 17.    | Jon Harley                  | Burnley                          | Watford                                    | Ingyen             |
| 2008. július 18.    | Calvin Andrew               | Luton Town                       | Crystal Palace                             | Nem közzétett      |
| 2008. július 18.    | Scott Carson                | Liverpool                        | West Bromwich Albion                       | 3,25 millió font   |
| 2008. július 18.    | Adam Hammill                | Liverpool                        | Blackpool                                  | Kölcsön            |
| 2008. július 18.    | Dave Kitson                 | Reading                          | Stoke City                                 | 5,5 millió font    |
| 2008. július 18.    | Kevin Lisbie                | Colchester United                | Ipswich Town                               | Nem közzétett      |
| 2008. július 18.    | Graham Stack                | –                                | Plymouth Argyle                            | Ingyen             |
| 2008. július 19.    | Elliot Omozusi              | Fulham                           | Norwich City                               | Kölcsön            |
| 2008. július 19.    | Dejan Stefanovic            | Fulham                           | Norwich City                               | Nem közzétett      |
| 2008. július 21.    | Rob Hulse                   | Sheffield United                 | Derby County                               | 1,75 millió font   |
| 2008. július 21.    | Przemysław Kaźmierczak      | Porto                            | Derby County                               | Kölcsön            |
| 2008. július 21.    | Claude Makélélé             | Chelsea                          | Paris Saint-Germain                        | Ingyen             |
| 2008. július 21.    | Richard Wright              | West Ham United                  | Ipswich Town                               | Nem közzétett      |
| 2008. július 22.    | Tomi Ameobi                 | Leeds United                     | Doncaster Rovers                           | Nem közzétett      |
| 2008. július 22.    | Jason Beardsley             | Derby County                     | Notts County                               | Kölcsön            |
| 2008. július 22.    | Febian Brandy               | Manchester United                | Swansea City                               | Kölcsön            |
| 2008. július 22.    | Darius Henderson            | Watford                          | Sheffield United                           | 2 millió font      |
| 2008. július 22.    | Arturo Lupoli               | Fiorentina                       | Norwich City                               | Kölcsön            |
| 2008. július 22.    | Arnau Riera                 | Sunderland                       | Falkirk                                    | Kölcsön            |
| 2008. július 22.    | Amr Zaki                    | Zamalek                          | Wigan Athletic                             | Kölcsön            |
| 2008. július 23.    | Matt Bailey                 | Wolverhampton Wanderers          | Burton Albion                              | Kölcsön            |
| 2008. július 23.    | Valon Behrami               | Lazio                            | West Ham United                            | 5 millió font      |
| 2008. július 23.    | David Bell                  | Luton Town                       | Norwich City                               | Nem közzétett      |
| 2008. július 23.    | Scott Davies                | Reading                          | Aldershot Town                             | Kölcsön            |
| 2008. július 23.    | José Fonte                  | Benfica                          | Crystal Palace                             | Nem közzétett      |
| 2008. július 23.    | Emmanuel Mendy              | Murcia Deportivo                 | Liverpool                                  | Ingyen             |
| 2008. július 23.    | Ben Starosta                | Sheffield United                 | Aldershot Town                             | Kölcsön            |
| 2008. július 23.    | Teemu Tainio                | Tottenham Hotspur                | Sunderland                                 | Nem közzétett      |
| 2008. július 23.    | Simon Thomas                | Boreham Wood                     | Crystal Palace                             | Nem közzétett      |
| 2008. július 24.    | Michael Bridges             | Hull City                        | Carlisle United                            | Kölcsön            |
| 2008. július 24.    | Nick Colgan                 | –                                | Sunderland                                 | Ingyen             |
| 2008. július 24.    | David N’Gog                 | Paris Saint-Germain              | Liverpool                                  | Nem közzétett      |
| 2008. július 24.    | Luton Shelton               | Sheffield United                 | Vålerenga                                  | 1 millió font      |
| 2008. július 25.    | Godwin Antwi                | Liverpool                        | Tranmere Rovers                            | Kölcsön            |
| 2008. július 25.    | Nathan Ashton               | Fulham                           | Wycombe Wanderers                          | Nem közzétett      |
| 2008. július 25.    | Joe Garner                  | Carlisle United                  | Nottingham Forest                          | 1,14 millió font   |
| 2008. július 25.    | Jack Hobbs                  | Liverpool                        | Leicester City                             | Kölcsön            |
| 2008. július 25.    | David Meyler                | Cork City                        | Sunderland                                 | Nem közzétett      |
| 2008. július 25.    | Paul Robinson               | Tottenham Hotspur                | Blackburn Rovers                           | 3,5 millió font    |
| 2008. július 26.    | Pascal Chimbonda            | Tottenham Hotspur                | Sunderland                                 | Nem közzétett      |
| 2008. július 26.    | Brad Friedel                | Blackburn Rovers                 | Aston Villa                                | Nem közzétett      |
| 2008. július 26.    | Seyi Olofinjana             | Wolverhampton Wanderers          | Stoke City                                 | 3 millió font      |
| 2008. július 27.    | John Kennedy                | Celtic                           | Norwich City                               | Kölcsön            |
| 2008. július 28.    | Jamie Clarke                | Blackburn Rovers                 | Accrington Stanley                         | Kölcsön            |
| 2008. július 28.    | El Hadji Diouf              | Bolton Wanderers                 | Sunderland                                 | Nem közzétett      |
| 2008. július 28.    | Anthony Gardner             | Tottenham Hotspur                | Hull City                                  | Kölcsön            |
| 2008. július 28.    | Robbie Keane                | Tottenham Hotspur                | Liverpool                                  | 19 millió font     |
| 2008. július 28.    | Sulley Muntari              | Portsmouth                       | Internazionale                             | 12,7 millió font   |
| 2008. július 28.    | Mustapha Riga               | Levante                          | Bolton Wanderers                           | Nem közzétett      |
| 2008. július 29.    | Elliott Bennett             | Wolverhampton Wanderers          | Bury                                       | Kölcsön            |
| 2008. július 29.    | Lee Cattermole              | Middlesbrough                    | Wigan Athletic                             | Nem közzétett      |
| 2008. július 29.    | Chris Eagles                | Manchester United                | Burnley                                    | Nem közzétett      |
| 2008. július 29.    | Gary Roberts                | Ipswich Town                     | Huddersfield Town                          | Nem közzétett      |
| 2008. július 30.    | Kemy Agustien               | AZ                               | Birmingham City                            | Kölcsön            |
| 2008. július 30.    | Tal Ben-Háim                | Chelsea                          | Manchester City                            | Nem közzétett      |
| 2008. július 30.    | David Bentley               | Blackburn Rovers                 | Tottenham Hotspur                          | 15 millió font     |
| 2008. július 30.    | Amaury Bischoff             | Werder Bremen                    | Arsenal                                    | Nem közzétett      |
| 2008. július 30.    | Brian McBride               | Fulham                           | Major League Soccer (Chicago Fire)         | Ingyen             |
| 2008. július 30.    | Steed Malbranque            | Tottenham Hotspur                | Sunderland                                 | Nem közzétett      |
| 2008. július 30.    | Thomas Sørensen             | Aston Villa                      | Stoke City                                 | Ingyen             |
| 2008. július 30.    | Fredrik Stoor               | Rosenborg                        | Fulham                                     | Undisclosed        |
| 2008. július 31.    | Madzsid Bugerra             | Charlton Athletic                | Rangers                                    | 2,5 millió font    |
| 2008. július 31.    | Lee Collins                 | Wolverhampton Wanderers          | Port Vale                                  | Kölcsön            |
| 2008. július 31.    | David Cotterill             | Wigan Athletic                   | Sheffield United                           | Nem közzétett      |
| 2008. július 31.    | Kaspars Gorkšs              | Blackpool                        | Queens Park Rangers                        | Nem közzétett      |
| 2008. július 31.    | Nicky Maynard               | Crewe Alexandra                  | Bristol City                               | 2,25 millió font   |
| 2008. július 31.    | Matthew Mills               | Manchester City                  | Doncaster Rovers                           | 300 000 font       |
| 2008. július 31.    | Daniel Nardiello            | Queens Park Rangers              | Blackpool                                  | Ingyen             |
| 2008. július 31.    | Zesh Rehman                 | Queens Park Rangers              | Blackpool                                  | Kölcsön            |
| 2008. július 31.    | Ross Wallace                | Sunderland                       | Preston North End                          | Kölcsön            |
| 2008. augusztus 1.  | Luke Daniels                | West Bromwich Albion             | Shrewsbury Town                            | Kölcsön            |
| 2008. augusztus 1.  | Brad Guzan                  | Major League Soccer (Chivas USA) | Aston Villa                                | Nem közzétett      |
| 2008. augusztus 2.  | Carlos Villanueva           | Audax Italiano                   | Blackburn Rovers                           | Kölcsön            |
| 2008. augusztus 3.  | Daniel Parejo               | Real Madrid                      | Queens Park Rangers                        | Kölcsön            |
| 2008. augusztus 4.  | Shaun Cummings              | Chelsea                          | MK Dons                                    | Kölcsön            |
| 2008. augusztus 4.  | Omar Koroma                 | Banjul Hawks                     | Portsmouth                                 | Nem közzétett      |
| 2008. augusztus 4.  | Omar Koroma                 | Portsmouth                       | Norwich City                               | Kölcsön            |
| 2008. augusztus 4.  | Jan Laštůvka                | Sahtar Doneck                    | West Ham United                            | Kölcsön            |
| 2008. augusztus 4.  | David Martin                | Liverpool                        | Leicester City                             | Kölcsön            |
| 2008. augusztus 4.  | Danny Simpson               | Manchester United                | Blackburn Rovers                           | Kölcsön            |
| 2008. augusztus 4.  | David Vaughan               | Real Sociedad                    | Blackpool                                  | 200 000 font       |
| 2008. augusztus 5.  | Moses Ashikodi              | Watford                          | Hereford United                            | Kölcsön            |
| 2008. augusztus 5.  | Jay Bothroyd                | Wolverhampton Wanderers          | Cardiff City                               | 300 000 font       |
| 2008. augusztus 5.  | Mo Camara                   | Derby County                     | Blackpool                                  | Kölcsön            |
| 2008. augusztus 5.  | James Chambers              | Leicester City                   | Doncaster Rovers                           | Ingyen             |
| 2008. augusztus 5.  | Sebastián Leto              | Liverpool                        | Olimbiakósz                                | Kölcsön            |
| 2008. augusztus 6.  | Rob Edwards                 | Wolverhampton Wanderers          | Blackpool                                  | Nem közzétett      |
| 2008. augusztus 6.  | Julio Santa Cruz            | Cerro Porteño                    | Blackburn Rovers                           | Nem közzétett      |
| 2008. augusztus 6.  | Danny Shittu                | Watford                          | Bolton Wanderers                           | Nem közzétett      |
| 2008. augusztus 6.  | Simon Walton                | Queens Park Rangers              | Plymouth Argyle                            | Nem közzétett      |
| 2008. augusztus 6.  | Pascal Zuberbühler          | Neuchâtel Xamax                  | Fulham                                     | Ingyen             |
| 2008. augusztus 7.  | Asmir Begović               | Portsmouth                       | Yeovil Town                                | Kölcsön            |
| 2008. augusztus 7.  | Paddy Gamble                | Nottingham Forest                | Mansfield Town                             | Kölcsön            |
| 2008. augusztus 7.  | Anthony Grant               | Chelsea                          | Southend United                            | Ingyen             |
| 2008. augusztus 7.  | Andrew Johnson              | Everton                          | Fulham                                     | Nem közzétett      |
| 2008. augusztus 7.  | Artur Krysiak               | Birmingham City                  | York City                                  | Kölcsön            |
| 2008. augusztus 7.  | Clinton Morrison            | –                                | Coventry City                              | Ingyen             |
| 2008. augusztus 7.  | Quincy Owusu-Abeyie         | Szpartak Moszkva                 | Birmingham City                            | Kölcsön            |
| 2008. augusztus 7.  | Nicky Shorey                | Reading                          | Aston Villa                                | Nem közzétett      |
| 2008. augusztus 7.  | Joel Ward                   | Portsmouth                       | Bournemouth                                | Kölcsön            |
| 2008. augusztus 7.  | Luke Young                  | Middlesbrough                    | Aston Villa                                | Nem közzétett      |
| 2008. augusztus 8.  | Frankie Artus               | Bristol City                     | Brentford                                  | Kölcsön            |
| 2008. augusztus 8.  | Alan Bennett                | Reading                          | Brentford                                  | Kölcsön            |
| 2008. augusztus 8.  | Besart Berisha              | Burnley                          | Rosenborg                                  | Kölcsön            |
| 2008. augusztus 8.  | Craig Cathcart              | Manchester United                | Plymouth Argyle                            | Kölcsön            |
| 2008. augusztus 8.  | Billy Clarke                | Ipswich Town                     | Darlington                                 | Kölcsön            |
| 2008. augusztus 8.  | Stephen Gleeson             | Wolverhampton Wanderers          | Stockport County                           | Kölcsön            |
| 2008. augusztus 8.  | Dan Harding                 | Ipswich Town                     | Southend United                            | Kölcsön            |
| 2008. augusztus 8.  | TJ Moncur                   | Fulham                           | Bradford City                              | Kölcsön            |
| 2008. augusztus 8.  | Mark Oxley                  | Rotherham United                 | Hull City                                  | 150 000 font       |
| 2008. augusztus 8.  | Maceo Rigters               | Blackburn Rovers                 | Barnsley                                   | Kölcsön            |
| 2008. augusztus 8.  | James Wilson                | Bristol City                     | Brentford                                  | Kölcsön            |
| 2008. augusztus 8.  | Stephen Wright              | –                                | Coventry City                              | Ingyen             |
| 2008. augusztus 9.  | Hameur Bouazza              | Fulham                           | Charlton Athletic                          | Kölcsön            |
| 2008. augusztus 10. | Abdoulaye Méïté             | Bolton Wanderers                 | West Bromwich Albion                       | 2 millió font      |
| 2008. augusztus 11. | Chris Barker                | Queens Park Rangers              | Plymouth Argyle                            | Nem közzétett      |
| 2008. augusztus 11. | Iván Campo                  | –                                | Ipswich Town                               | Ingyen             |
| 2008. augusztus 11. | Leandre Griffit             | Elfsborg                         | Crystal Palace                             | Ingyen             |
| 2008. augusztus 11. | Younès Kaboul               | Tottenham Hotspur                | Portsmouth                                 | Nem közzétett      |
| 2008. augusztus 11. | John Oster                  | –                                | Crystal Palace                             | Ingyen             |
| 2008. augusztus 12. | Carlos Cuéllar              | Rangers                          | Aston Villa                                | 7,8 millió font    |
| 2008. augusztus 12. | César Sánchez               | Real Zaragoza                    | Tottenham Hotspur                          | Nem közzétett      |
| 2008. augusztus 12. | Vincent van den Berg        | Arsenal                          | Zwolle                                     | Kölcsön            |
| 2008. augusztus 13. | Nicky Bailey                | Southend United                  | Charlton Athletic                          | Nem közzétett      |
| 2008. augusztus 13. | Lee Robert Martin           | Manchester United                | Nottingham Forest                          | Kölcsön            |
| 2008. augusztus 13. | Donovan Simmonds            | Coventry City                    | Kilmarnock                                 | Kölcsön            |
| 2008. augusztus 14. | Trevor Carson               | Sunderland                       | Chesterfield                               | Kölcsön            |
| 2008. augusztus 14. | Anthony Gardner             | Tottenham Hotspur                | Hull City                                  | 2,5 millió font    |
| 2008. augusztus 14. | Marlon King                 | Wigan Athletic                   | Hull City                                  | Kölcsön            |
| 2008. augusztus 14. | Jennison Myrie-Williams     | Bristol City                     | Cheltenham Town                            | Kölcsön            |
| 2008. augusztus 14. | Craig Noone                 | Southport                        | Plymouth Argyle                            | Nem közzétett      |
| 2008. augusztus 14. | Ben Thatcher                | –                                | Ipswich Town                               | Ingyen             |
| 2008. augusztus 15. | Fabricio Coloccini          | Deportivo                        | Newcastle United                           | Nem közzétett      |
| 2008. augusztus 15. | Abdoulaye Faye              | Newcastle United                 | Stoke City                                 | 2,25 millió font   |
| 2008. augusztus 15. | Amdy Faye                   | Charlton Athletic                | Stoke City                                 | Nem közzétett      |
| 2008. augusztus 15. | Pedro Mendes                | Portsmouth                       | Rangers                                    | 3 millió font      |
| 2008. augusztus 15. | Claudio Pizarro             | Chelsea                          | Werder Bremen                              | Kölcsön            |
| 2008. augusztus 15. | Grzegorz Rasiak             | Southampton                      | Watford                                    | Kölcsön            |
| 2008. augusztus 15. | Adam Rooney                 | Stoke City                       | Inverness Caledonian Thistle               | 50 000 font        |
| 2008. augusztus 15. | Gary Teale                  | Derby County                     | Barnsley                                   | Kölcsön            |
| 2008. augusztus 15. | Aswad Thomas                | Charlton Athletic                | Barnet                                     | Kölcsön            |
| 2008. augusztus 15. | Jerome Thomas               | Charlton Athletic                | Portsmouth                                 | Kölcsön            |
| 2008. augusztus 16. | Justin Hoyte                | Arsenal                          | Middlesbrough                              | 3 millió font      |
| 2008. augusztus 16. | Glenn Loovens               | Cardiff City                     | Celtic                                     | 2,5 millió font    |
| 2008. augusztus 18. | Håvard Nordtveit            | Arsenal                          | Salamanca                                  | Kölcsön            |
| 2008. augusztus 18. | Lee Sawyer                  | Chelsea                          | Southend United                            | Kölcsön            |
| 2008. augusztus 18. | Dean Sinclair               | Charlton Athletic                | Cheltenham Town                            | Kölcsön            |
| 2008. augusztus 18. | Scott Wagstaff              | Charlton Athletic                | Bournemouth                                | Kölcsön            |
| 2008. augusztus 18. | Andy Webster                | Rangers                          | Bristol City                               | Kölcsön            |
| 2008. augusztus 19. | Nacer Barazite              | Arsenal                          | Derby County                               | Kölcsön            |
| 2008. augusztus 19. | Andrew Davies               | Southampton                      | Stoke City                                 | 1,3 millió font    |
| 2008. augusztus 19. | Liam Dickinson              | Derby County                     | Huddersfield Town                          | Kölcsön            |
| 2008. augusztus 19. | Gyepes Gábor                | Northampton Town                 | Cardiff City                               | Nem közzétett      |
| 2008. augusztus 19. | Krystian Pearce             | Birmingham City                  | Scunthorpe United                          | Kölcsön            |
| 2008. augusztus 20. | Jack Cork                   | Chelsea                          | Southampton                                | Kölcsön            |
| 2008. augusztus 20. | Richard Keogh               | Bristol City                     | Carlisle United                            | Nem közzétett      |
| 2008. augusztus 20. | David Mooney                | Cork City                        | Reading                                    | Nem közzétett      |
| 2008. augusztus 20. | Mikaël Silvestre            | Manchester United                | Arsenal                                    | Nem közzétett      |
| 2008. augusztus 21. | Djibril Cissé               | Marseille                        | Sunderland                                 | Kölcsön            |
| 2008. augusztus 21. | Steven Davis                | Fulham                           | Rangers                                    | 3 millió font      |
| 2008. augusztus 21. | David Healy                 | Fulham                           | Sunderland                                 | Nem közzétett      |
| 2008. augusztus 21. | Eddie Lewis                 | Derby County                     | Major League Soccer (Los Angeles Galaxy)   | Ingyen             |
| 2008. augusztus 21. | Tony McMahon                | Middlesbrough                    | Sheffield Wednesday                        | Kölcsön            |
| 2008. augusztus 21. | Fábio Paím                  | Sporting CP                      | Chelsea                                    | Kölcsön            |
| 2008. augusztus 21. | Hal Robson-Kanu             | Reading                          | Southend United                            | Kölcsön            |
| 2008. augusztus 21. | Jerome Thomas               | Charlton Athletic                | Portsmouth                                 | Nem közzétett      |
| 2008. augusztus 21. | Armand Traoré               | Arsenal                          | Portsmouth                                 | Kölcsön            |
| 2008. augusztus 22. | Eddie Johnson               | Fulham                           | Cardiff City                               | Kölcsön            |
| 2008. augusztus 22. | Vincent Kompany             | Hamburg                          | Manchester City                            | Nem közzétett      |
| 2008. augusztus 22. | Craig Lindfield             | Liverpool                        | Bournemouth                                | Kölcsön            |
| 2008. augusztus 22. | Mark Little                 | Wolverhampton Wanderers          | Northampton Town                           | Kölcsön            |
| 2008. augusztus 22. | Shaun Maloney               | Aston Villa                      | Celtic                                     | Nem közzétett      |
| 2008. augusztus 22. | Borja Valero                | Mallorca                         | West Bromwich Albion                       | 4,7 millió font    |
| 2008. augusztus 23. | Rolando Bianchi             | Manchester City                  | Torino                                     | Nem közzétett      |
| 2008. augusztus 24. | Simon Church                | Reading                          | Wycombe Wanderers                          | Kölcsön            |
| 2008. augusztus 25. | Andrij Sevcsenko            | Chelsea                          | Milan                                      | Nem közzétett      |
| 2008. augusztus 26. | Russell Anderson            | Sunderland                       | Burnley                                    | Kölcsön            |
| 2008. augusztus 26. | Chris Armstrong             | Sheffield United                 | Reading                                    | £500 000 font      |
| 2008. augusztus 26. | Charlie Daniels             | Tottenham Hotspur                | Gillingham                                 | Kölcsön            |
| 2008. augusztus 26. | James Dayton                | Crystal Palace                   | Yeovil Town                                | Kölcsön            |
| 2008. augusztus 26. | Vince Grella                | Torino                           | Blackburn Rovers                           | Nem közzétett      |
| 2008. augusztus 26. | Lars Jacobsen               | –                                | Everton                                    | Ingyen             |
| 2008. augusztus 26. | Tomáš Pekhart               | Tottenham Hotspur                | Southampton                                | Kölcsön            |
| 2008. augusztus 27. | Anton Ferdinand             | West Ham United                  | Sunderland                                 | Nem közzétett      |
| 2008. augusztus 27. | I Jongphjo                  | Tottenham Hotspur                | Borussia Dortmund                          | Nem közzétett      |
| 2008. augusztus 27. | Philippe Senderos           | Arsenal                          | Milan                                      | Kölcsön            |
| 2008. augusztus 28. | Keith Andrews               | Milton Keynes Dons               | Blackburn Rovers                           | Nem közzétett      |
| 2008. augusztus 28. | Segundo Castillo            | Crvena Zvezda                    | Everton                                    | Kölcsön            |
| 2008. augusztus 28. | Jared Hodgkiss              | West Bromwich Albion             | Aberdeen                                   | Kölcsön            |
| 2008. augusztus 28. | Linvoy Primus               | Portsmouth                       | Charlton Athletic                          | Kölcsön            |
| 2008. augusztus 28. | Moritz Volz                 | Fulham                           | Ipswich Town                               | Kölcsön            |
| 2008. augusztus 28. | Shaun Wright-Phillips       | Chelsea                          | Manchester City                            | Nem közzétett      |
| 2008. augusztus 29. | Chris Casement              | Ipswich Town                     | Hamilton Academical                        | Kölcsön            |
| 2008. augusztus 29. | Dickson Etuhu               | Sunderland                       | Fulham                                     | Nem közzétett      |
| 2008. augusztus 29. | Alan Lee                    | Ipswich Town                     | Crystal Palace                             | 600 000 font       |
| 2008. augusztus 29. | James Milner                | Newcastle United                 | Aston Villa                                | 12 millió font     |
| 2008. augusztus 29. | Karl Moore                  | Manchester City                  | Millwall                                   | Kölcsön            |
| 2008. augusztus 29. | Jon Parkin                  | Stoke City                       | Preston North End                          | Kölcsön            |
| 2008. augusztus 29. | Anthony Pulis               | Stoke City                       | Southampton                                | Ingyen             |
| 2008. augusztus 29. | Ryan Shotton                | Stoke City                       | Tranmere Rovers                            | Kölcsön            |
| 2008. augusztus 29. | Euzebiusz Smolarek          | Racing Santander                 | Bolton Wanderers                           | Kölcsön            |
| 2008. augusztus 29. | Ibrahima Sonko              | Reading                          | Stoke City                                 | 2 millió font      |
| 2008. augusztus 29. | Tom Taiwo                   | Chelsea                          | Port Vale                                  | Kölcsön            |
| 2008. augusztus 30. | Paul McShane                | Sunderland                       | Hull City                                  | Kölcsön            |
| 2008. augusztus 31. | Gláuber                     | Nürnberg                         | Manchester City                            | Undisclosed        |
| 2008. augusztus 31. | Jonas Olsson                | NEC                              | West Bromwich Albion                       | 800 000 font       |
| 2008. augusztus 31. | Pablo Zabaleta              | Espanyol                         | Manchester City                            | Nem közzétett      |
| 2008. augusztus 31. | Kamil Zayatte               | Young Boys                       | Hull City                                  | Kölcsön            |
| 2008. szeptember 1. | John Akinde                 | Ebbsfleet United                 | Bristol City                               | 140 000 font       |
| 2008. szeptember 1. | Sone Aluko                  | Birmingham City                  | Aberdeen                                   | 50 000 font        |
| 2008. szeptember 1. | Nadir Belhadj               | Lens                             | Portsmouth                                 | Kölcsön            |
| 2008. szeptember 1. | Dimitar Berbatov            | Tottenham Hotspur                | Manchester United                          | 30,75 millió font  |
| 2008. szeptember 1. | Rachid Bouaouzan            | Wigan Athletic                   | NEC                                        | Kölcsön            |
| 2008. szeptember 1. | Mark Bunn                   | Northampton Town                 | Blackburn Rovers                           | Undisclosed        |
| 2008. szeptember 1. | Fraizer Campbell            | Manchester United                | Tottenham Hotspur                          | Kölcsön            |
| 2008. szeptember 1. | Jean-Francois Christophe    | Portsmouth                       | Southend United                            | Kölcsön            |
| 2008. szeptember 1. | Vedran Ćorluka              | Manchester City                  | Tottenham Hotspur                          | 8,5 millió font    |
| 2008. szeptember 1. | Daniel Cousin               | Rangers                          | Hull City                                  | Nem közzétett      |
| 2008. szeptember 1. | Ryan Donk                   | AZ                               | West Bromwich Albion                       | Kölcsön            |
| 2008. szeptember 1. | Blerim Džemaili             | Bolton Wanderers                 | Torino                                     | Kölcsön            |
| 2008. szeptember 1. | Stephen Elliott             | Wolverhampton Wanderers          | Preston North End                          | Nem közzétett      |
| 2008. szeptember 1. | Marouane Fellaini           | Standard Liège                   | Everton                                    | 15 millió font     |
| 2008. szeptember 1. | Steve Finnan                | Liverpool                        | Espanyol                                   | Nem közzétett      |
| 2008. szeptember 1. | Vitor Flora                 | Botafogo                         | Liverpool                                  | Ingyen             |
| 2008. szeptember 1. | Dougie Freedman             | Crystal Palace                   | Southend United                            | Ingyen             |
| 2008. szeptember 1. | George Friend               | Exeter City                      | Wolverhampton Wanderers                    | Nem közzétett      |
| 2008. szeptember 1. | Paul Gallagher              | Blackburn Rovers                 | Plymouth Argyle                            | Kölcsön            |
| 2008. szeptember 1. | Romain Gasmi                | Strasbourg                       | Southampton                                | Kölcsön            |
| 2008. szeptember 1. | Ignacio María González      | Valencia                         | Newcastle United                           | Kölcsön            |
| 2008. szeptember 1. | Julian Gray                 | Coventry City                    | Fulham                                     | Kölcsön            |
| 2008. szeptember 1. | Jonathan Grounds            | Middlesbrough                    | Norwich City                               | Kölcsön            |
| 2008. szeptember 1. | Gulácsi Péter               | MTK Hungária                     | Liverpool                                  | Nem közzétett      |
| 2008. szeptember 1. | Danny Higginbotham          | Sunderland                       | Stoke City                                 | Nem közzétett      |
| 2008. szeptember 1. | Matt Hill                   | Preston North End                | Wolverhampton Wanderers                    | Nem közzétett      |
| 2008. szeptember 1. | Viktor Illugason            | Reading                          | Eastbourne Borough                         | Kölcsön            |
| 2008. szeptember 1. | Collins John                | Fulham                           | NEC                                        | Ingyen             |
| 2008. szeptember 1. | Nicolas Marin               | Lorient                          | Plymouth Argyle                            | Kölcsön            |
| 2008. szeptember 1. | George McCartney            | West Ham United                  | Sunderland                                 | Nem közzétett      |
| 2008. szeptember 1. | Tyrone Mears                | Derby County                     | Marseille                                  | Kölcsön            |
| 2008. szeptember 1. | Carlo Nash                  | Wigan Athletic                   | Everton                                    | Nem közzétett      |
| 2008. szeptember 1. | Jon Parkin                  | Stoke City                       | Preston North End                          | Nem közzétett      |
| 2008. szeptember 1. | Roman Pavljucsenko          | Szpartak Moszkva                 | Tottenham Hotspur                          | 14 millió font     |
| 2008. szeptember 1. | Albert Riera                | Espanyol                         | Liverpool                                  | Nem közzétett      |
| 2008. szeptember 1. | Robinho                     | Real Madrid                      | Manchester City                            | 32,5 millió font   |
| 2008. szeptember 1. | Louis Saha                  | Manchester United                | Everton                                    | Nem közzétett      |
| 2008. szeptember 1. | Jason Shackell              | Norwich City                     | Wolverhampton Wanderers                    | Nem közzétett      |
| 2008. szeptember 1. | Antoine Sibierski           | Wigan Athletic                   | Norwich City                               | Kölcsön            |
| 2008. szeptember 1. | Tom Soares                  | Crystal Palace                   | Stoke City                                 | 1,25 millió font   |
| 2008. szeptember 1. | Ben Starosta                | Sheffield United                 | Lechia Gdańsk                              | Kölcsön            |
| 2008. szeptember 1. | Jon Stead                   | Sheffield United                 | Ipswich Town                               | Kölcsön            |
| 2008. szeptember 1. | Steven Thompson             | Cardiff City                     | Burnley                                    | Ingyen             |
| 2008. szeptember 1. | Michael Tonge               | Sheffield United                 | Stoke City                                 | 2 millió font      |
| 2008. szeptember 1. | Javan Vidal                 | Manchester City                  | Grimsby Town                               | Kölcsön            |
| 2008. szeptember 1. | Andrij Voronyin             | Liverpool                        | Hertha BSC                                 | Kölcsön            |
| 2008. szeptember 1. | Xisco                       | Deportivo La Coruña              | Newcastle United                           | Nem közzétett      |
| 2008. szeptember 1. | Gabriel Zakuani             | Fulham                           | Peterborough United                        | Kölcsön            |

- 1 A játékos hivatalosan 2008. július 1-jén csatlakozott új klubjához.